# Matthias Teichert
Matthias Teichert (* 1976 in Delmenhorst) ist ein deutscher Skandinavist.

## Leben
Er studierte Skandinavistik, Germanistik und Anglistik an der Eberhard-Karls-Universität Tübingen (2002 Magisterexamen). Seit 1999 war er wissenschaftliche Hilfskraft (Tutor). 2000/2001 studierte er in Newcastle-upon-Tyne. Von 2002 bis 2003 war er Lehrbeauftragter, ab 2004 Wissenschaftlicher Angestellter an der Nordischen Abteilung der Universität Tübingen. Nach der Promotion 2006 war er von März 2006 bis September 2008 wissenschaftlicher Mitarbeiter am DFG-Projekt „Edda-Kommentar“ (Leitung: Klaus von See) an der Goethe-Universität. Von 2008 bis 2014 lehrte er als Juniorprofessor für Skandinavistische Mediävistik (einschließlich Germanische Altertumskunde) an der Georg-August-Universität Göttingen. Nach der Habilitation 2015 vertrat er von Februar 2015 bis Juni 2016 eine Oberassistenz am Institut für Nordische Philologie der der Ludwig-Maximilians-Universität München. Im Wintersemester 2016/2017 vertrat er die Professur für Vergleichende Literaturwissenschaft/Skandinavistik an der Friedrich-Alexander-Universität Erlangen-Nürnberg. Seit Wintersemester 2014/2015 ist er außerplanmäßiger Professor am Skandinavischen Seminar sowie an der Abteilung Komparatistik (Zweitmitgliedschaft) an der Universität Göttingen.
Seine Interessensschwerpunkte sind germanische Heldensage und -dichtung, Mythologie und Religionsgeschichte, Rezeption antiker und höfischer Literatur im Altnordischen, Sport und Spiel im mittelalterlichen Nordeuropa, neuzeitliche Rezeption altnordischer Stoffe und Texte seit 1800, Phantastik, Horrorliteratur und Science Fiction und Ingmar Bergman.

## Schriften (Auswahl)
- Von der Heldensage zum Heroenmythos. Vergleichende Studien zur Mythisierung der nordischen Nibelungensage im 13. und 19./20. Jahrhundert. Heidelberg 2008, ISBN 978-3-8253-5512-8 (= Dissertation Universität Tübingen).
- mit Klaus von See, Beatrice La Farge, Eve Picard, und Katja Schulz: Heldenlieder. Brot af Sigurðarkviðo, Guðrúnarkviða I, Sigurðarkviða in skamma, Helreið Brynhildar, Dráp Niflunga, Guðrúnarkviða II, Guðrúnarkviða III, Oddrúnargrátr, Strophenbruchstücke aus der Vo̧lsunga saga. Heidelberg 2009, ISBN 978-3-8253-5564-7.
- als Herausgeber: Sport und Spiel bei den Germanen. Nordeuropa von der römischen Kaiserzeit bis zum Mittelalter. Berlin 2014, ISBN 978-3-11-033497-5.
- als Herausgeber mit Niels Penke: Zwischen Germanomanie und Antisemitismus. Transformationen altnordischer Mythologie in den Metal-Subkulturen. Baden-Baden 2016, ISBN 3-8487-1275-X.